# Maurice de Germiny

Wappen

Maurice de Germiny (* 23. November 1939 in Saint-Maurice-du-Désert) ist ein französischer Geistlicher und emeritierter Bischof von Blois.

## Leben
Maurice Le Bègue de Germiny empfing am 29. Juni 1974 die Priesterweihe.
Papst Johannes Paul II. ernannte ihn am 27. März 1997 zum Bischof von Blois. Die Bischofsweihe spendete ihm der Erzbischof von Paris, Jean-Marie Kardinal Lustiger, am 24. Mai desselben Jahres; Mitkonsekratoren waren Pierre Plateau, Erzbischof von Bourges, und Henri Brincard CRSA, Bischof von Le Puy-en-Velay.
Am 22. November 2014 nahm Papst Franziskus seinen altersbedingten Rücktritt an.